# Аветюк Валерій Станіславович
Вале́рій Станісла́вович Аветю́к (нар. 18 жовтня 1972, Окни, Одеська обл.) — український військовик. Полковник Державної прикордонної служби України.

## Життєпис
Валерій Аветюк 1993 року закінчив Кам'янець-Подільське вище командне училище, направлений до Котовського прикордонного загону (нині Подільський прикордонний загін).
У 1995–1998 роках — начальник застави Котовського загону, у 1998–2000-х — на керівних посадах там же.
2002 року закінчив Національну академію прикордонної служби, спрямований до Могилів-Подільського прикордонного загону.
З квітня 2008 року до 2010 року — начальник Ізмаїльського прикордонного загону.

## Нагороди
26 липня 2014 року — за особисту мужність і героїзм, виявлені у захисті державного суверенітету та територіальної цілісності України, вірність військовій присязі під час російсько-української війни, відзначений — нагороджений орденом «За мужність» III ступеня.